# William McLaughlin
William McLaughlin – irlandzki bokser, srebrny medalista mistrzostw Unii Europejskiej w roku 2009.